# Казанбулак (река)
Казанбулак — река в России, протекает по Зианчуринскому району Башкортостана. Длина реки составляет 26 км.
Начинается на западном склоне хребта Дзяутюбе. Течёт в юго-западном направлении по гористой местности с перелесками. В низовьях протекает через сёла Казанка и Идельбаково. Устье реки находится в 56 км по левому берегу реки Касмарка.
Основные притоки — Яманъелга (лв), Кочевка (лв), Казанка (лв), Третий (лв), Вдовий (пр).

## Данные водного реестра
По данным государственного водного реестра России относится к Уральскому бассейновому округу, водохозяйственный участок реки — Сакмара от истока до впадения реки Большой Ик. Речной бассейн реки — Урал (российская часть бассейна).
Код объекта в государственном водном реестре — 12010000512112200005621.